# Mitoura muiri
Mitoura muiri är en fjärilsart som beskrevs av Edwards 1881. Mitoura muiri ingår i släktet Mitoura och familjen juvelvingar. Inga underarter finns listade i Catalogue of Life.